# Cryptanthus zonatus
Cryptanthus zonatus là một loài thực vật có hoa trong họ Bromeliaceae. Loài này được (Vis.) Beer mô tả khoa học đầu tiên năm 1856.

## Hình ảnh

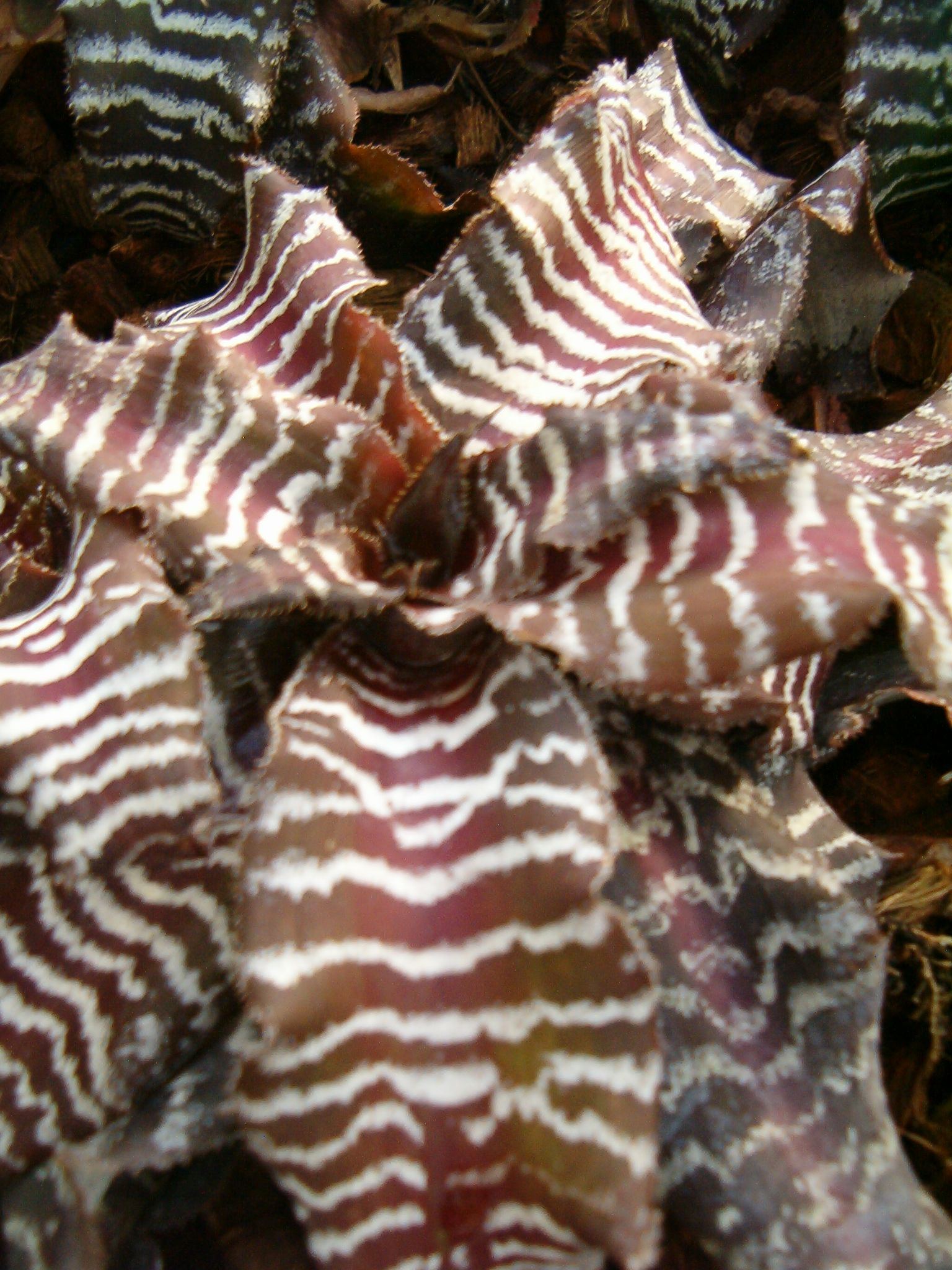
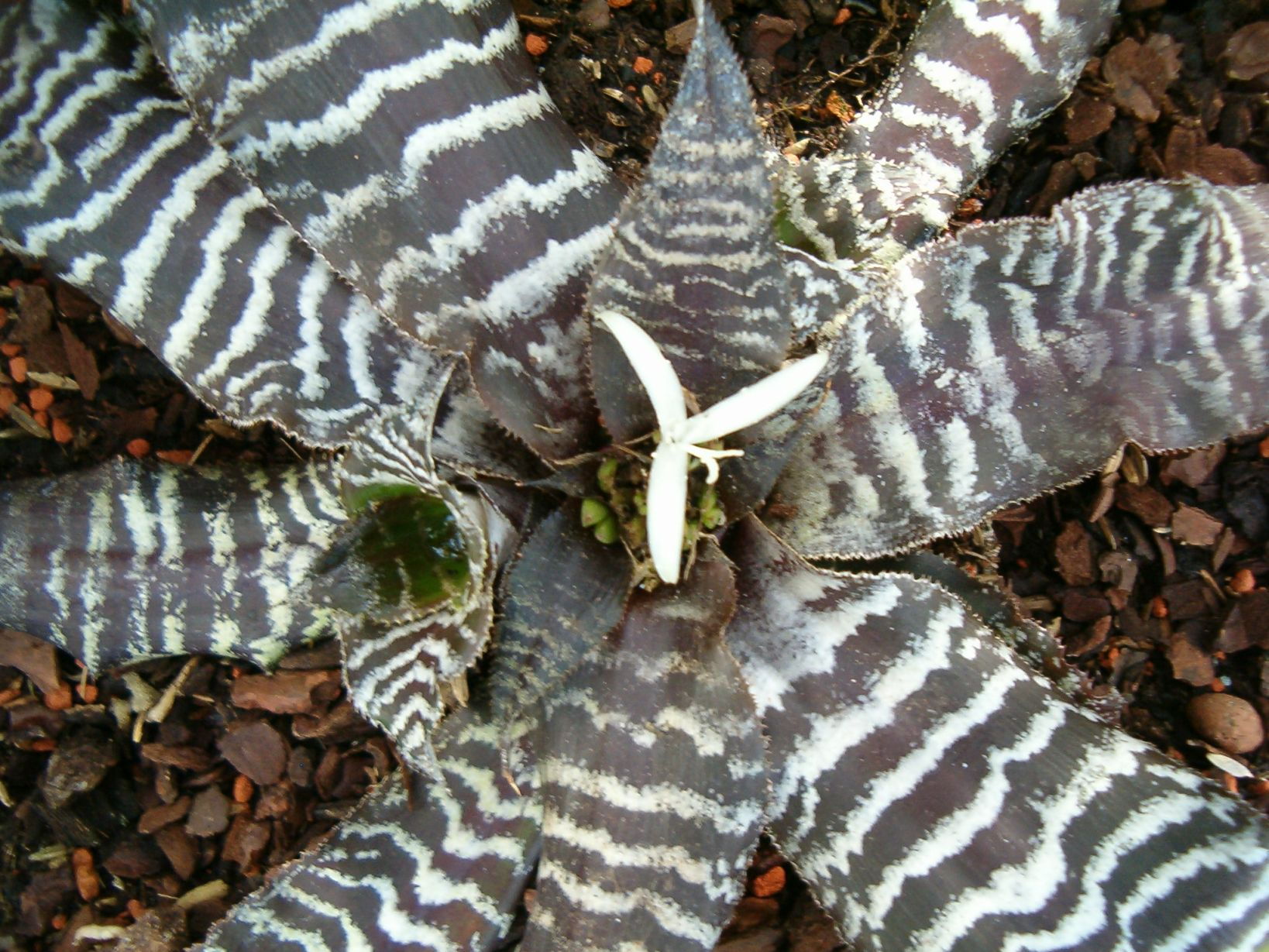
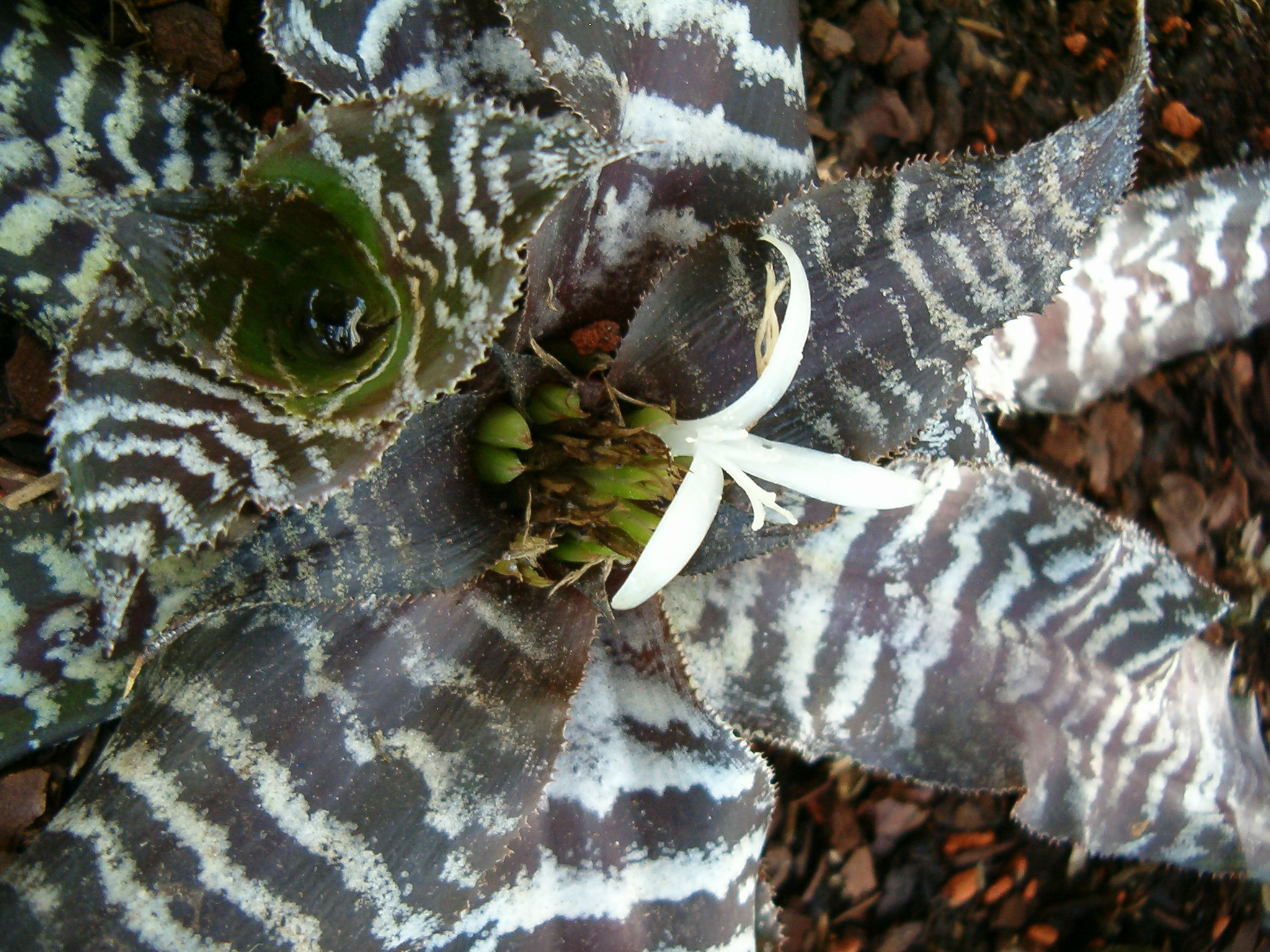
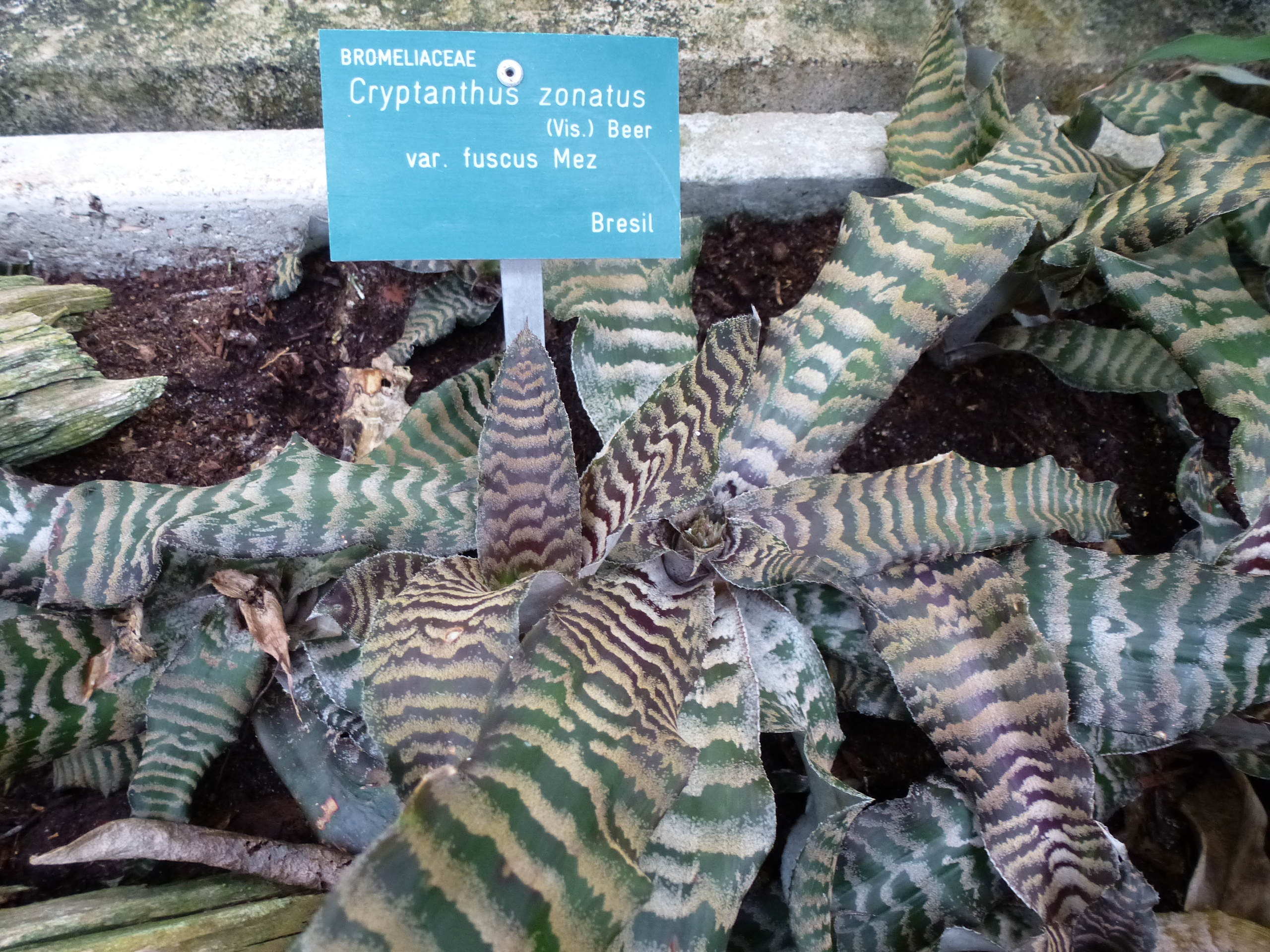